# Sisse Sejr-Nørgaard
Sisse Sejr-Nørgaard (født 1983 i Haderslev) er en dansk journalist, producer, klummeskribent for Politiken og radiovært på Radio 100. Hun blev uddannet journalist i 2010 og har tidligere været ansat som radiovært på både Pressen på P3 og på P4, ligesom hun har været vært på Tv-programmerne "Mit liv er stjålet" og "Europa i glimmer" på DR 3. Før det arbejdede hun som journalist på B.T..

## Privat
Privat danner hun par med journalist og tv-vært Esben Bjerre Hansen. Parret blev 7. juni 2014 forældre til en pige.

## Priser og nomineringer
Sisse Sejr-Nørgaard har både været nomineret til og vundet Prix Radio-priser, der er radiobranchens officielle priser. I 2011 var hun sammen med resten af holdet bag Pressen på P3 nomineret til Prix Radio i kategorierne "Årets drivetime" og "Årets nyhed". Også i 2013 var hun nomineret til Prix Radio, denne gang som Årets reporter. I 2014 vandt hun endelig prisen i kategorien "Årets nyhed / aktualitet" sammen med holdet fra "Pressen på P3." 

## Dom for stalking og identitetstyveri
Hun blev i marts 2025 i Københavns Byret idømt 30 dages betinget fængsel for at have udsat en kvindelig bekendt af Sejr-Nørgaards mand for stalking og identitetstyveri ved fx at have bestilt bord til spisesteder og at have tilmeldt sig nyhedsbreve i personens navn. Sejr-Nørgaard havde på forhånd erkendt sig skyldig i forholdene.